# Litsea accedentoides
Litsea accedentoides är en lagerväxtart som beskrevs av Koord. & Valet.. Litsea accedentoides ingår i släktet Litsea och familjen lagerväxter. Inga underarter finns listade i Catalogue of Life.